# Synagogue Kahal Kadosh Beth Elohim
Kahal Kadosh Beth Elohim est une communauté réformée dont la synagogue est, d'après la Charleston County Public Library (Bibliothèque publique du County de Charleston), la seconde plus ancienne synagogue des États-Unis et la plus ancienne utilisée sans discontinuité jusqu'à nos jours. Charleston, ville de l'État de Caroline du Sud aux États-Unis actuellement peuplée de 118 492 habitants en 2007 (« 603178 » avec les banlieues), a été une des premières villes coloniales à permettre aux Juifs de pratiquer leur religion sans aucune restriction. 
La synagogue est située au  90 Hasell Street, à dix pâtés de maisons du cimetière de la Coming Street, le plus vieux cimetière juif du sud des États-Unis.   

## La communauté
La communauté Kahal Kadosh Beth Elohim (ou plus simplement désignée K. K. Beth Elohim), dont le nom signifie en hébreu «Sainte Communauté de la Maison de Dieu», a été fondée en 1749 dans le Charleston colonial par des Juifs séfarades dont les ancêtres étaient originaires d'Espagne ou du Portugal. Initialement une communauté orthodoxe, elle devint à la fin du XVIIIe siècle la plus importante communauté juive des États-Unis avec environ 500 membres.

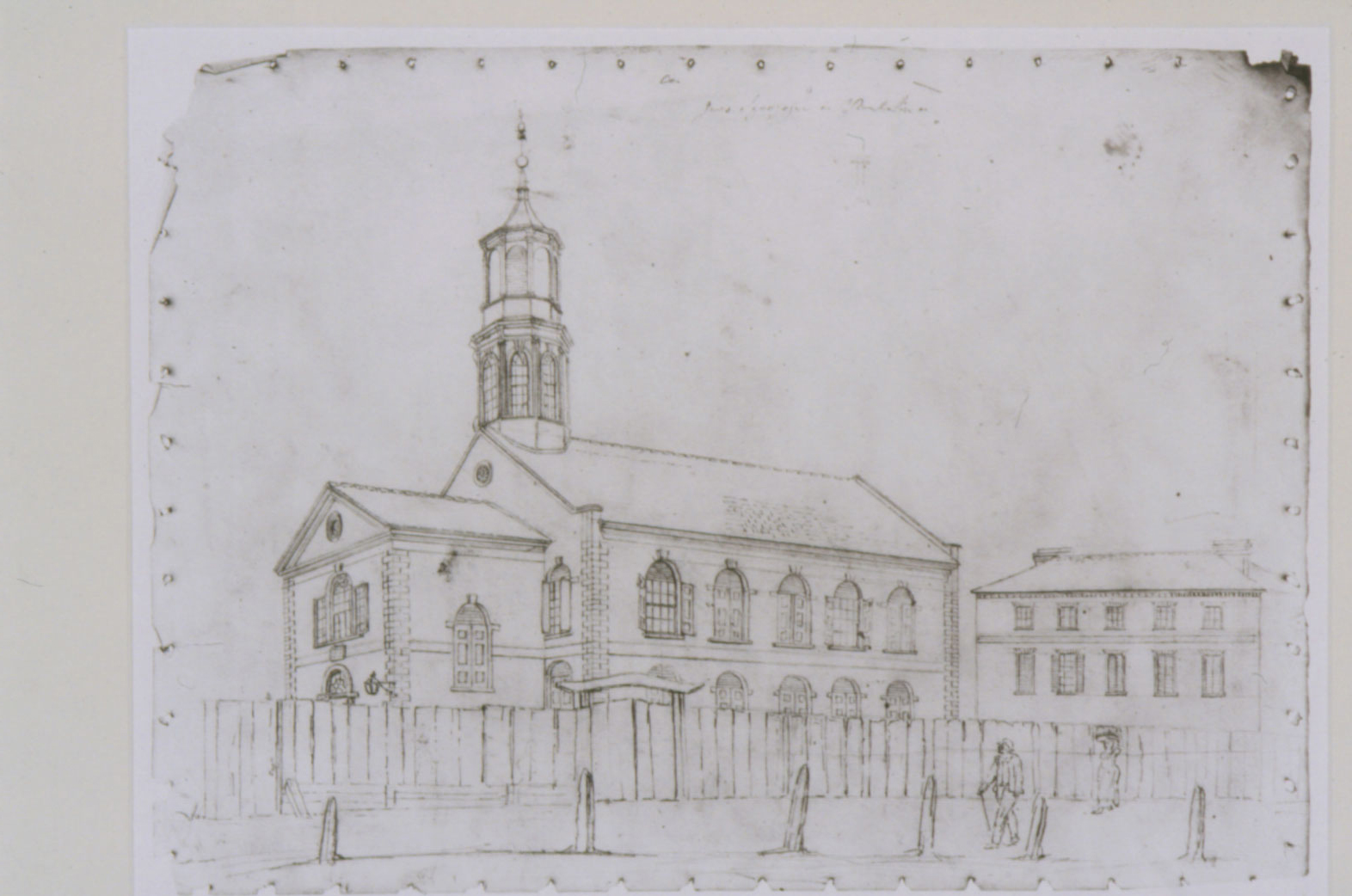
Dessin de la première synagogue, détruite par le feu en 1838. Édifice en style géorgien ressemblant à une église

À l'origine, les prières étaient faites chez des particuliers, mais dès 1775, une synagogue improvisée est bâtie sur un terrain adjacent au terrain de la synagogue actuelle. En 1792, commence la construction de la plus grande et plus imposante synagogue des États-Unis qui sera dédiée deux ans plus tard; Lors de sa visite, un des lieutenants de La Fayette la décrit comme spacieuse et élégante. Cette élégante synagogue géorgienne à coupole, sera détruite dans le grand incendie de Charleston de 1838 et remplacée en 1840 sur le même site de la rue Hasell par l'actuelle imposante structure. 
Le temple actuel à colonnades a été dédié début 1841 lors d'une cérémonie grandiose. À cette occasion, le rabbin de la communauté, Gustavus Poznanski, s'est exclamé « Cette synagogue est notre Temple, la ville notre Jérusalem et cette terre bienheureuse notre Palestine ».  
En 1841, la majorité de la communauté opte pour le judaïsme réformé, et le premier office tenu dans la nouvelle synagogue reflète cette nouvelle idéologie. Le mouvement réformé dont les origines se trouvent à Hambourg en Allemagne dans les années 1810, et qui s'est très rapidement étendu à toute l'Europe et aux États-Unis, est une tentative de modernisation des offices à la synagogue et une réévaluation de la théologie juive. Parmi les réformes de l'office, des chants chorals, de la musique d'orgue et l'utilisation de la langue locale au lieu de l'hébreu pour les prières et les sermons. 
Déjà en 1824, 47 membres du KK Beth Elohim avaient pétitionné les instances dirigeantes de la communauté afin de changer le rituel orthodoxe séfarade, et pour que le rituel en hébreu soit abrégé et que les prières et les sermons soient effectués en anglais. Le refus apporté à cette demande avait amené une scission temporaire de la communauté et la création par les membres les plus libéraux de The Reformed Society of Israelites.
Mais en 1833, le nombre de partisans du mouvement de réforme atteint presque 200 membres. Après la destruction par le feu de la première synagogue et l'élection d'un nouveau rabbin, l'office inaugural de la nouvelle synagogue en 1841 se faisait suivant un rituel modernisé. KK Beth Elohim devenait ainsi formellement la première communauté américaine réformée. De nos jours, la synagogue dessert toujours la communauté juive réformée. En 1873, la communauté participe à la fondation de l'Union of American Hebrew Congregations, association regroupant la majorité des communautés réformées américaines.

## La synagogue
Les rapports de 1840 du K. K. Beth Elohim révèlent que les dirigeants de la communauté se sont affrontés sur de nombreux détails concernant la construction de la synagogue : parmi les nombreux points de discorde, la dimension du bâtiment, la disposition de la porte d'entrée, l'emplacement des différentes inscriptions, et surtout, à la demande des réformateurs, l'installation d'un orgue, qui fut approuvée, mais à une très courte majorité. 
Conçu par l'architecte new-yorkais Cyrus L. Warner, le temple est construit par l'entreprise de David Lopez, membre de la communauté. Le bâtiment est de style Greek Revival, très prisé à l'époque pour les bâtiments administratifs et religieux en Amérique. Sa forme, son portique et ses riches ornementations sont adaptés des temples grecs classiques.
Le terrain de la synagogue est entouré d'une clôture en fer forgé datant de la synagogue de 1794. Au-dessus de la gigantesque porte d'entrée, est inscrite la première phrase du Chema Israel en hébreu et en anglais Hear, O Israel, the Lord our God is the Sole Eternal Being (« Écoute, Israël, l'Éternel notre Dieu, l'Éternel est Un »). 

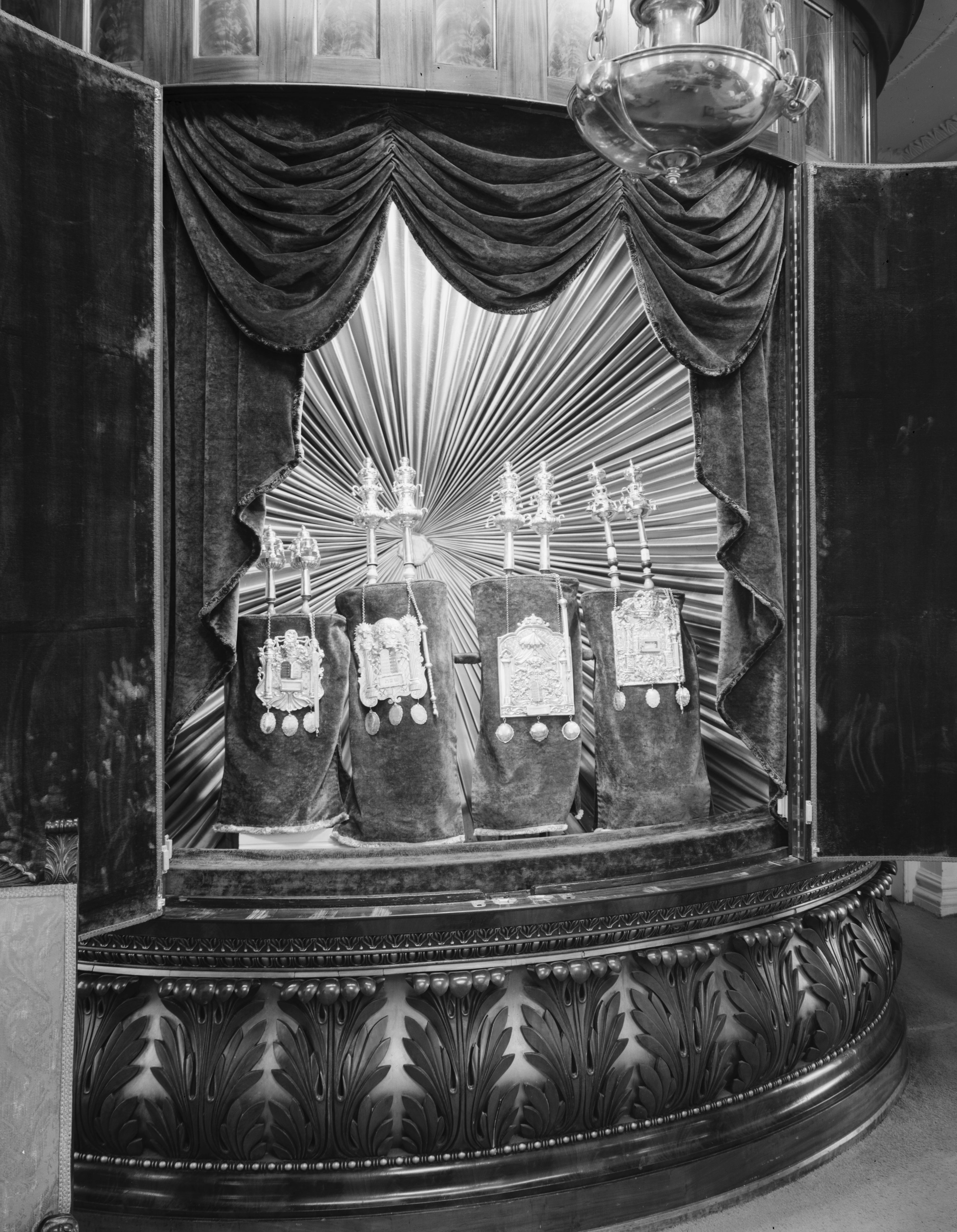
L'Arche sainte en bois d'acajou (HABS)

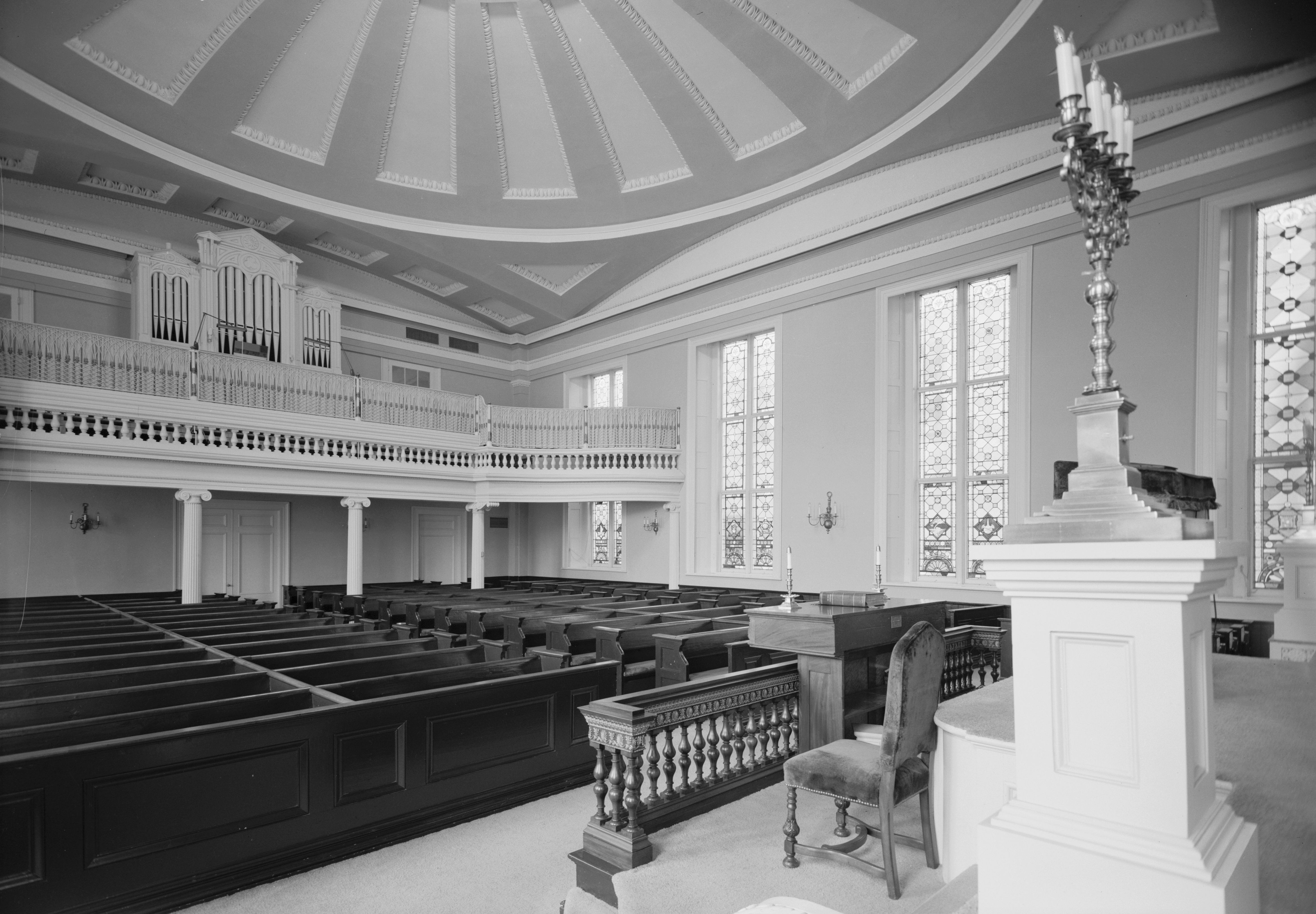
Vue de l'intérieur avec l'orgue (HABS)

Dans le vestibule, la  première pierre déposée de la synagogue précédente a été conservée à sa place originale. L'Arche sainte, massive, qui reste par tradition ouverte pendant tout l'office, a été réalisée en acajou de Saint-Domingue. Les vitraux, représentant des symboles religieux juifs, datent de 1886 et ont remplacé les fenêtres détruites lors du fort tremblement de terre du 31 août 1886.  
Le nouvel orgue, dans son meuble en acajou afin d'être en harmonie avec l'intérieur du bâtiment, possède environ 700 tuyaux et aurait coûté à l'époque 2 500 dollars. Une phrase en hébreu et en anglais est inscrite sur l'orgue (Psaume 150:4): Praise Him with stringed instruments and organ (« Louez-le avec les instruments à cordes et l'orgue »). 
L'introduction de l'orgue et son utilisation lors de offices, une première dans l'histoire juive américaine, ainsi que d'autres réformes dans la liturgie, entraînent une scission des traditionalistes qui créent une nouvelle communauté, Shearit Israel. Cette communauté construit alors sa propre synagogue, capable d'accueillir 400 fidèles, sur la partie nord de Wentworth Street entre Meeting et Anson Streets.   
Les deux synagogues sont gravement endommagées pendant la Guerre de Sécession. Le rabbin Isaac Leeser, éditeur de la revue The Occident écrit en juin 1886 après avoir visité Charleston:   
« … La synagogue de la Wentworth Street est si abîmée …qu'elle est presque devenue inutilisable comme lieu de prières. La synagogue de la Hasell Street est aussi très défigurée… Quand nous y sommes entrés le matin du Chabbat, elle donnait une si grande impression de tristesse… Maintenant le sol jonché de débris, les bancs et les meubles recouverts de poussière, de nombreux débris de verre, le plafond  défoncé à plusieurs endroits par l'explosion des obus qui ont pénétré la toiture – Oh! Que c'était  triste de faire une comparaison (avec sa condition d'avant guerre). »
Les rouleaux de la Torah, l'orgue, les chandeliers, et tous les ornements d'or et d'argent pour les rouleaux ont été envoyés au début de la guerre par précaution à Colombia, capitale de l'État, où ils furent quand même volés ou perdus.  
En 1886, les deux communautés décident de se regrouper, et la synagogue de Wentworth Street est vendue au diocèse catholique de Charleston pour la somme de 5 000 dollars. Un comité présidé par David Levy, chargé d'examiner les dommages de la synagogue d'Hasell Street, recommande de vendre le bâtiment et de reconstruire un temple sur un autre site, car le quartier d'Hasell Street est devenu trop bruyant et trop commercial. Les dirigeants de la communauté rejettent l'idée et décident de réparer le bâtiment. Aucune modification intérieure n'est alors arrêtée.  
Il faudra attendre 1879 pour que soit décidé un nouveau réaménagement de l'intérieur de la synagogue, avec l'introduction de bancs familiaux permettant à toute la famille de se rassembler au même étage, mélangeant ainsi dans le même hall les hommes et les femmes. L'autel qui selon la tradition séfarade se trouvait au centre de la synagogue, est déplacé devant l'Arche sainte. Le corps de la synagogue est alors divisé en une double rangée de sièges au centre et deux autres rangées sur les côtés. Les galeries restent telles qu'elles étaient.  
En août 1886, la synagogue est gravement endommagée par le tremblement de terre, principalement l'intérieur. Avec plus de 10 000 dollars reçus de ses membres, des différentes communautés de tous les États-Unis et de riches mécènes, la synagogue peut être non seulement réparée, mais aussi embellie.  
En 1950, pour le 200e anniversaire de la communauté, est érigé le Tabernacle du Bicentenaire, parallèle à la longueur du temple. Ce bâtiment contient des salles de classe, ainsi qu'un hall social et des cuisines. Ce bâtiment remplace une structure provisoire construite après l'incendie de 1838, mais qui aura duré 111 ans.  Le bâtiment a été dénommé le Pearlstine Hall.  
Un petit musée contient des objets relatifs à l'histoire de la communauté, tels que la lettre écrite par George Washington à la communauté en 1790 en réponse aux félicitations envoyées par K. K. Beth Elohim : « L'expression affectueuse de votre courrier fait naître ma gratitude et reçoit ma plus chaude reconnaissance…  Que la même bénédiction temporelle et éternelle que vous adjurez pour moi, repose aussi sur votre communauté ».
La synagogue a été classée National Historic Landmark en 1980.

## Photos et plans
Les photos en noir et blanc marquées HABS (Historic American Buildings Survey/Historic American Engineering Record), ainsi que les plans de la synagogue font partie de la collection de la Librairie du Congrès américain et sont dans le domaine public
Sur ce site, il est possible de télécharger des images et plans à haute résolution (10 à 20 millions de pixels).

### Galerie

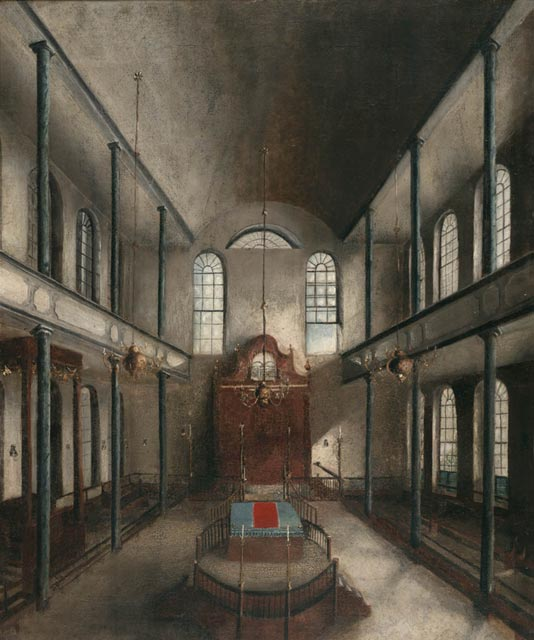
L'intérieur de la première synagogue. Peinture de Solomon Carvalho
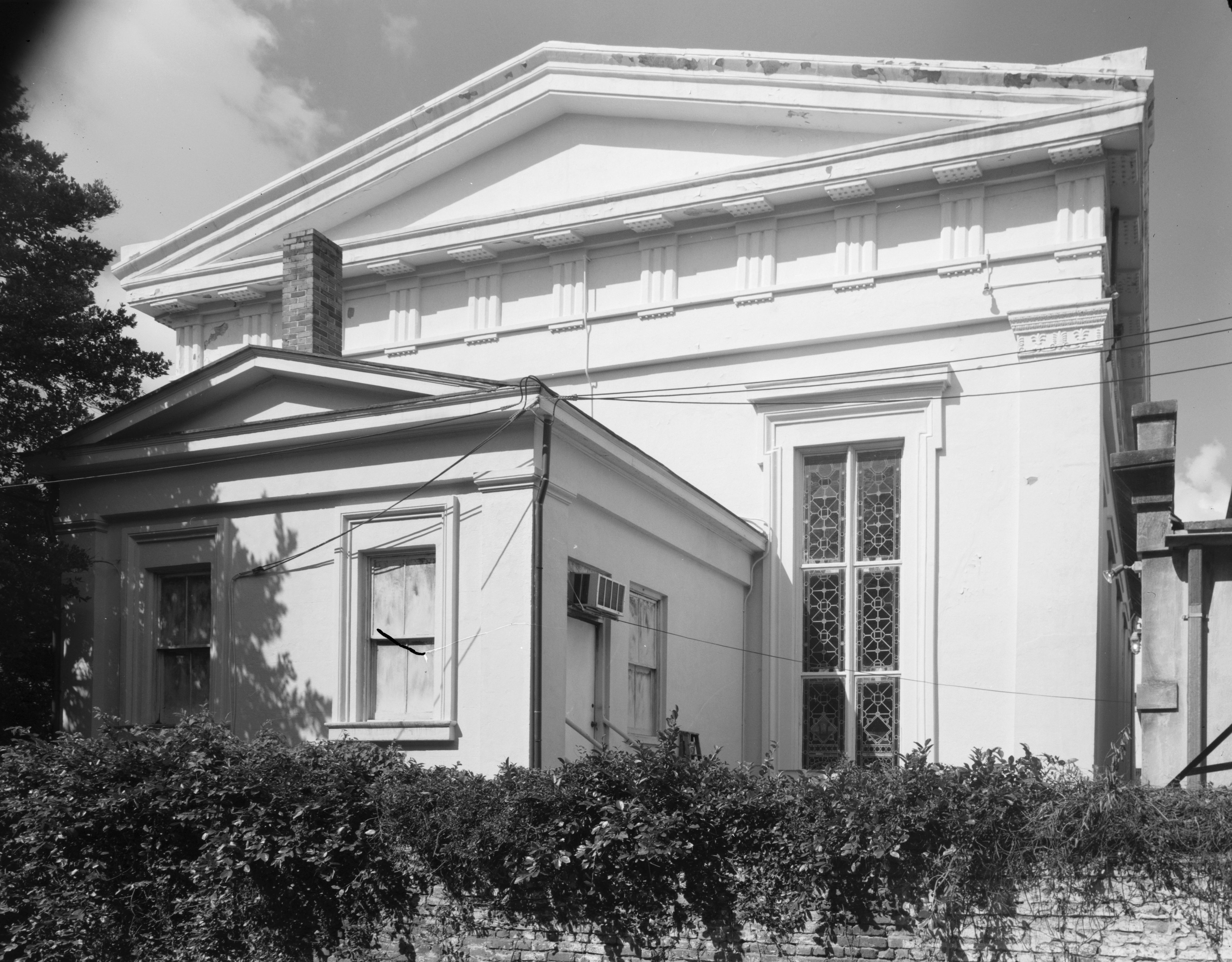
L'arrière de la synagogue (HABS)
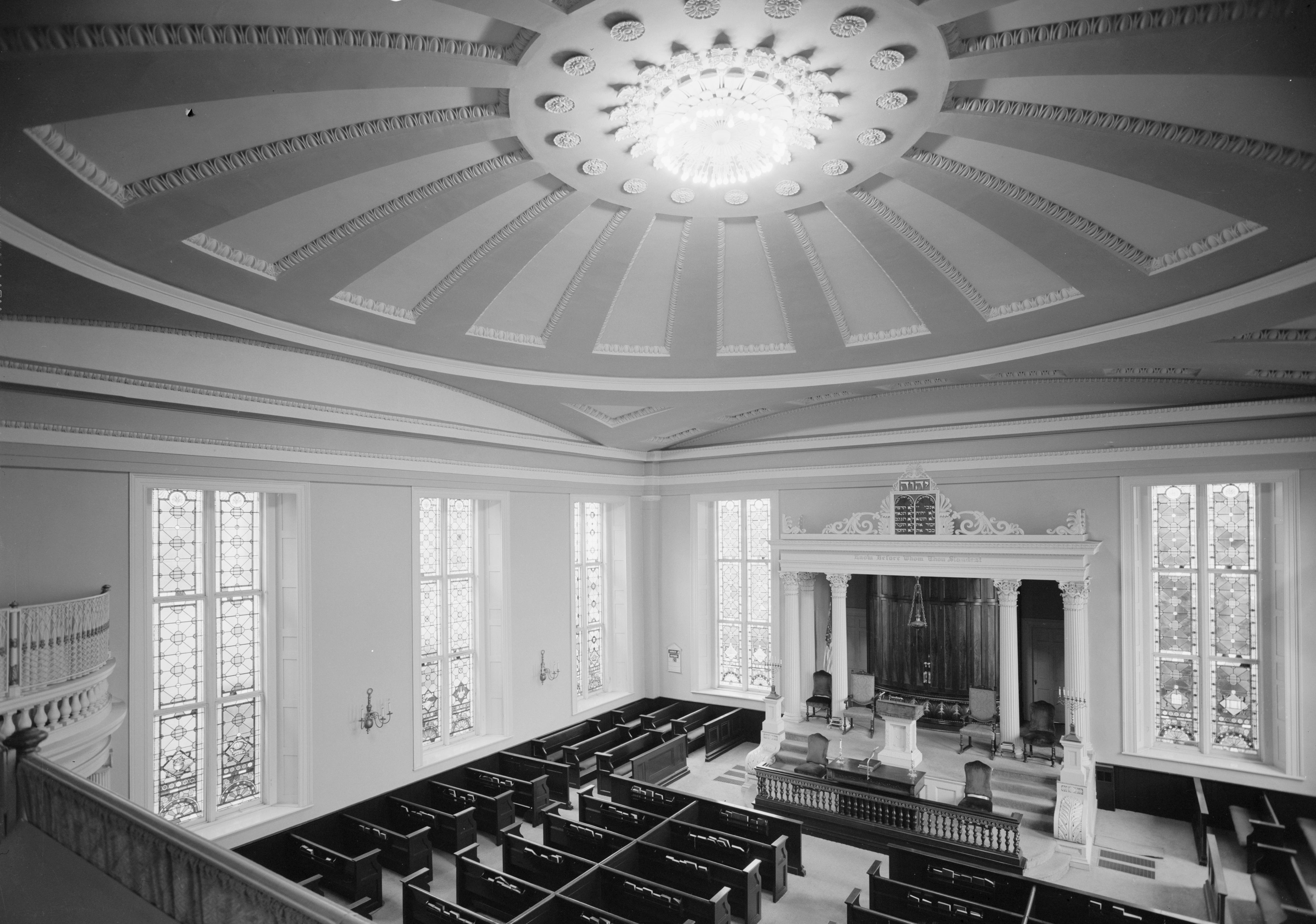
L'intérieur vue de la galerie. Aperçu du plafond (HABS)
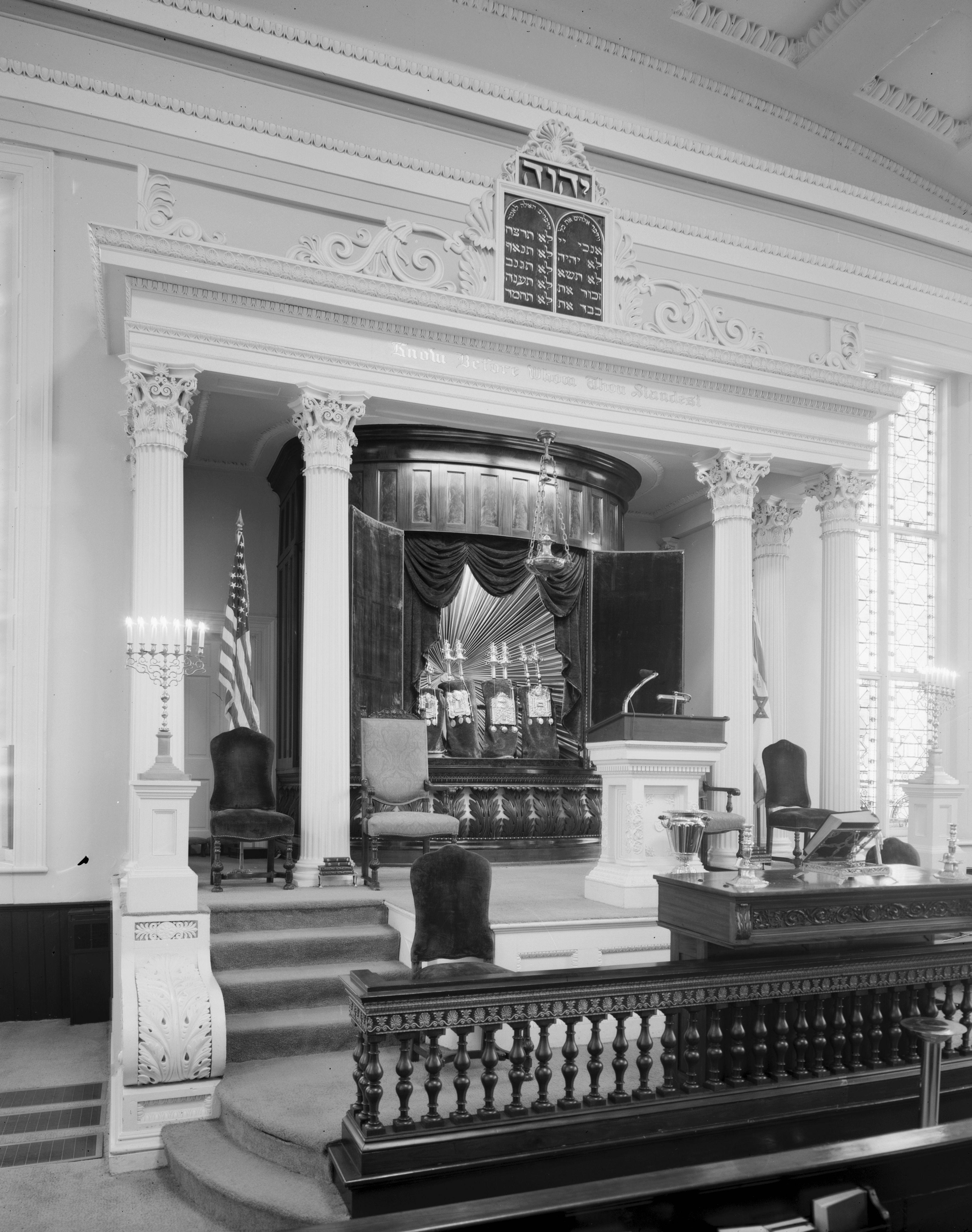
Vue de l'Arche sainte et de la bimah (HABS)
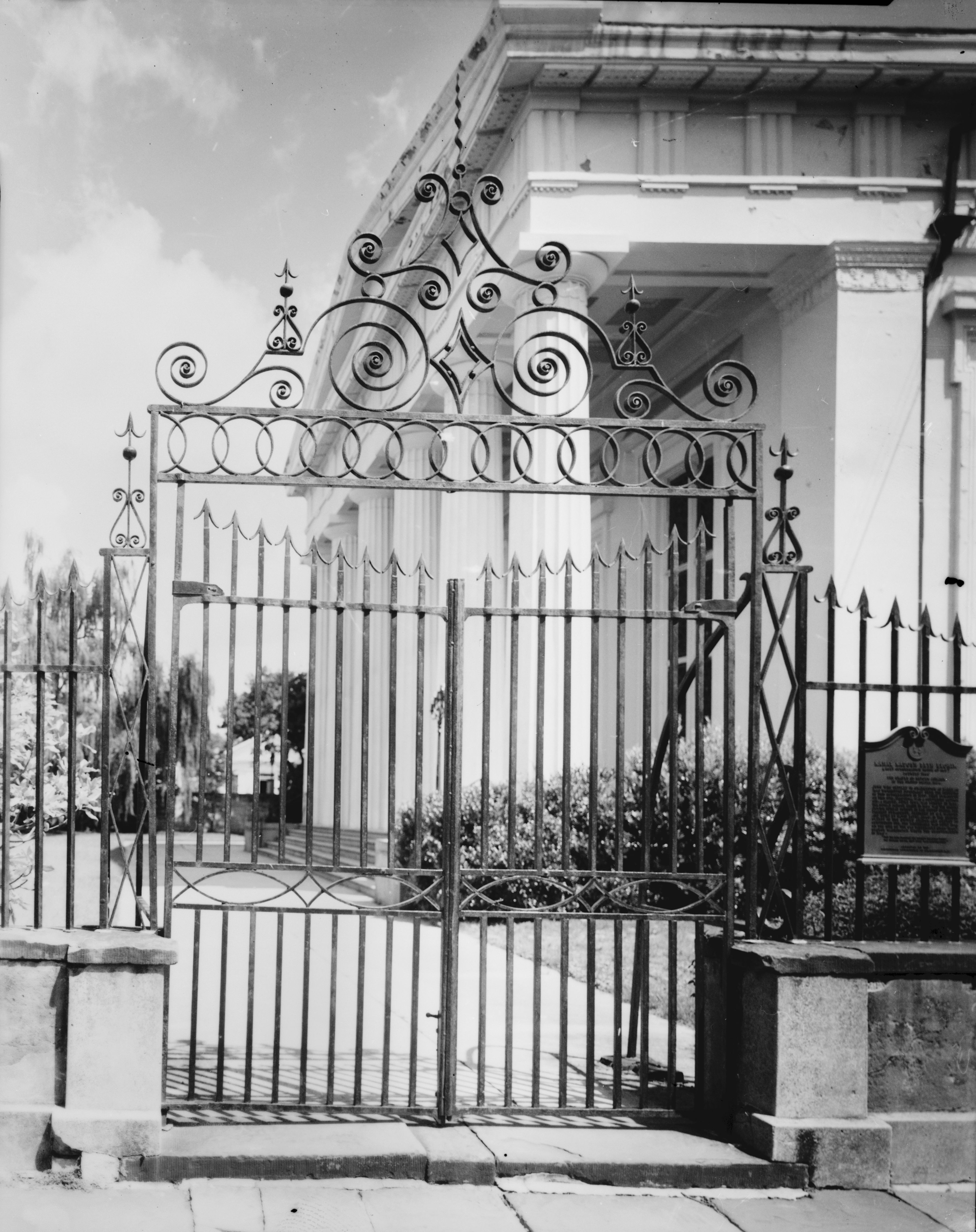
Grille d'entrée en fer forgé (HABS)
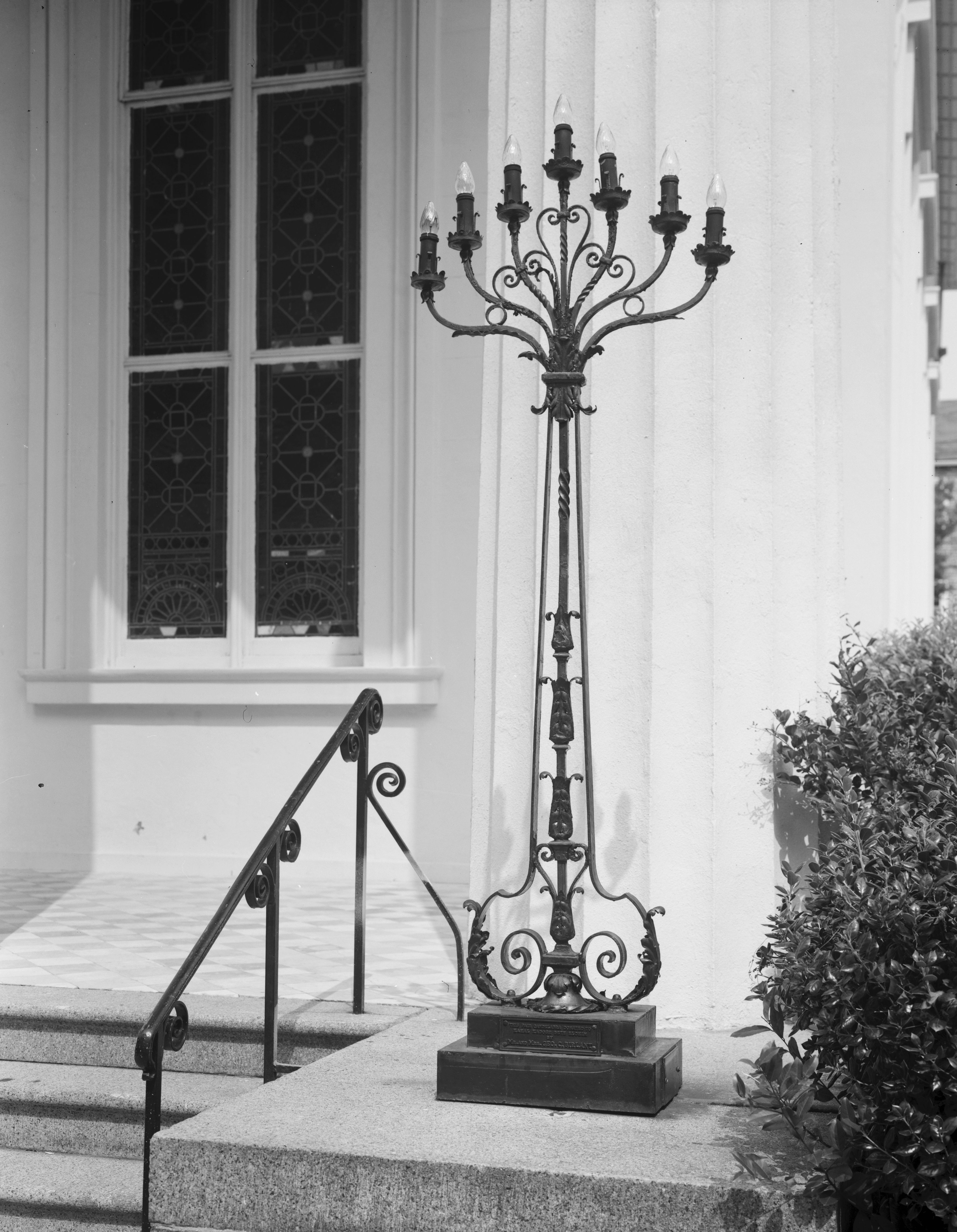
Chandelier extérieur en fer forgé (HABS)

### Plan de la synagogue

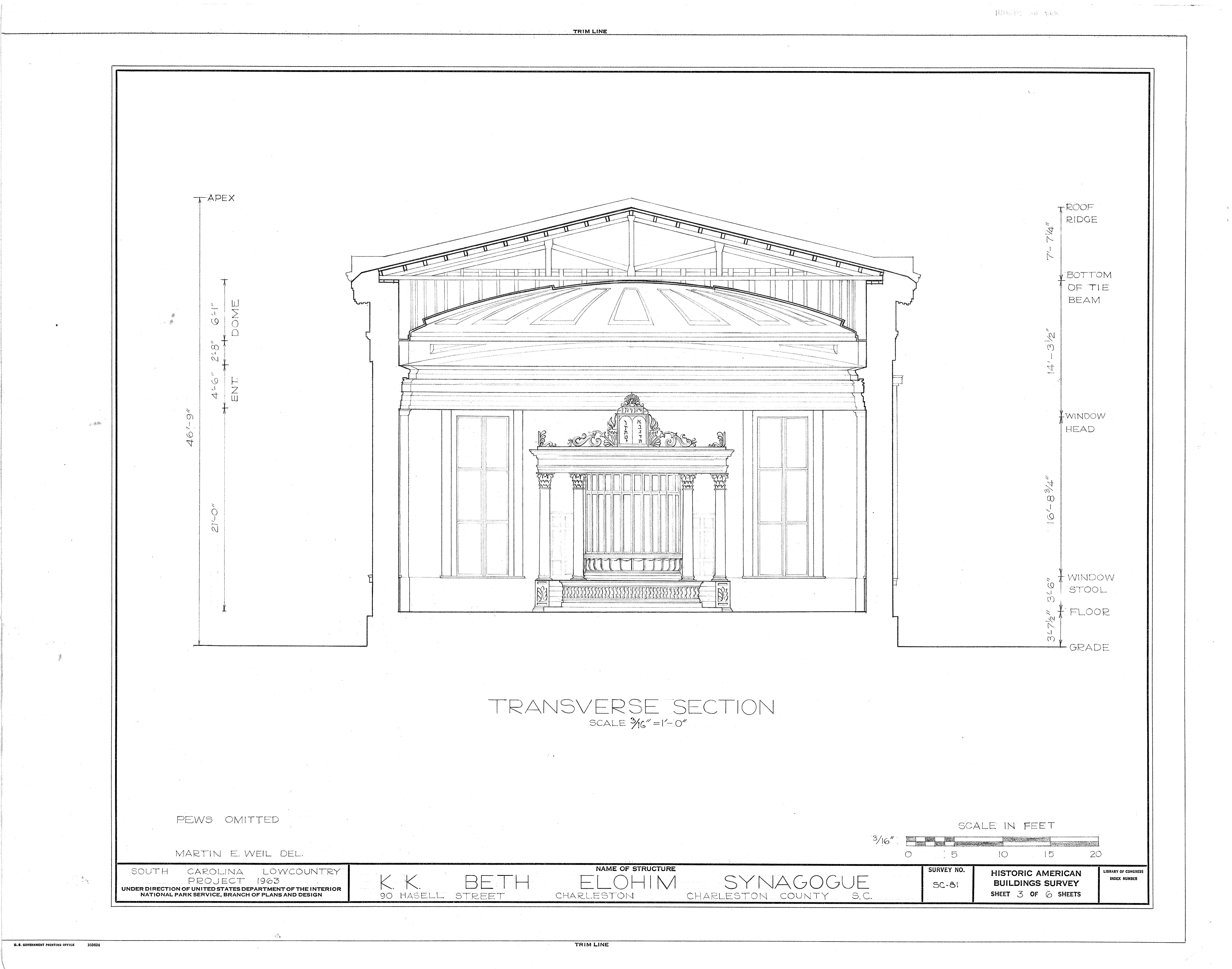
Coupe de l'intérieur de la synagogue avec vue de l'Arche sainte (HABS)
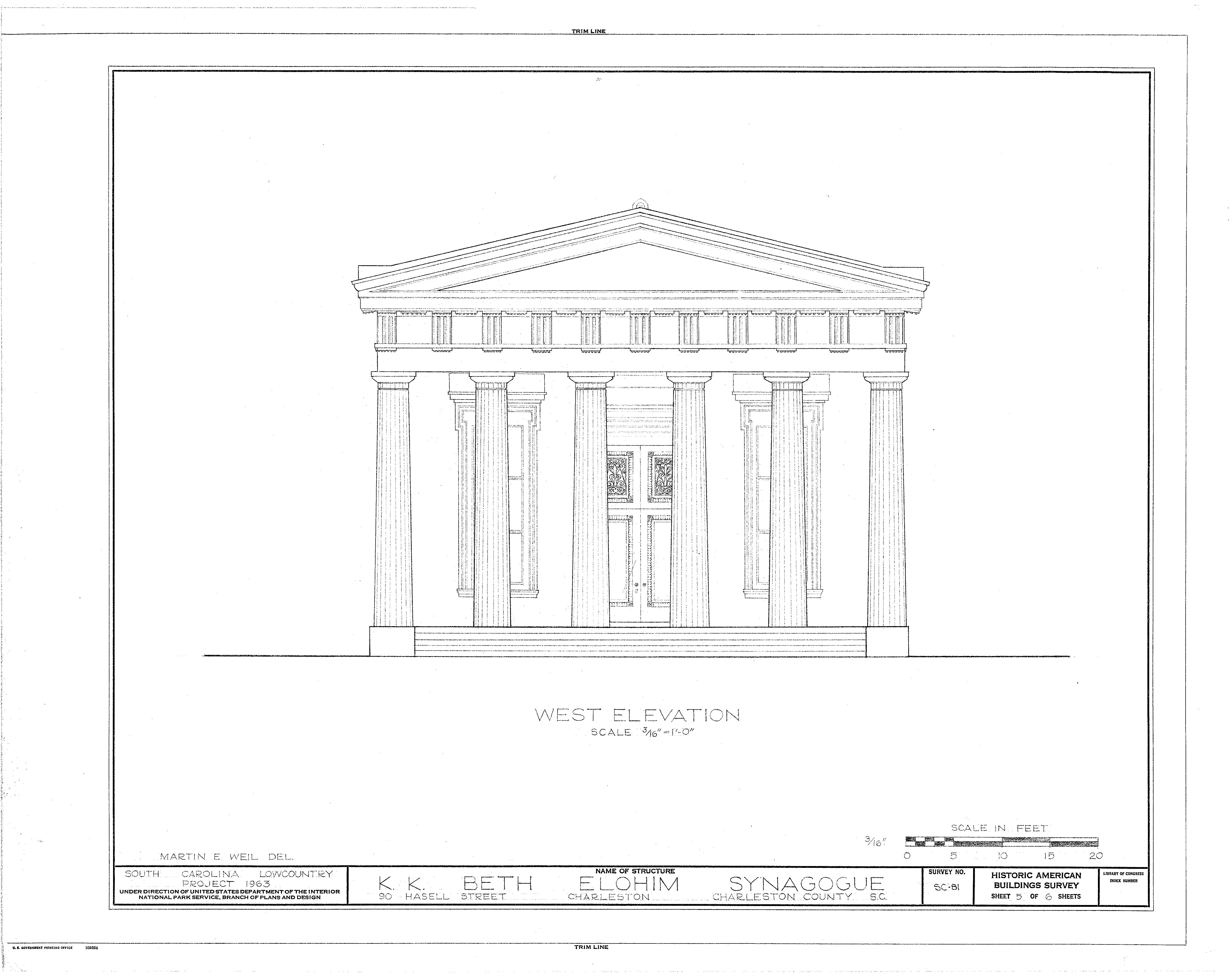
Plan de la façade de la synagogue (HABS)
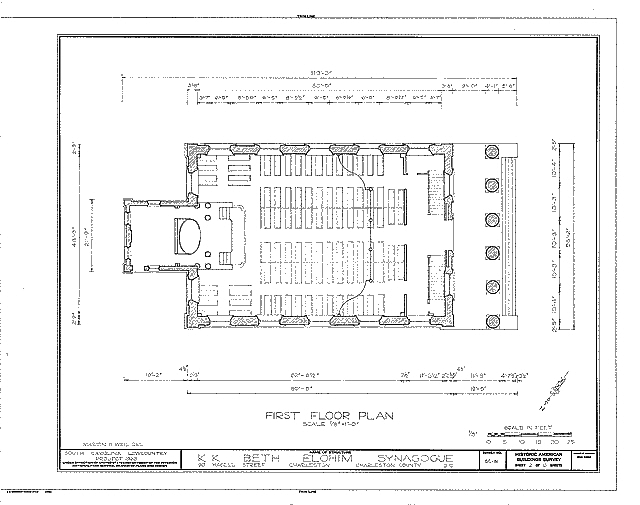
Plan de l'intérieur de la synagogue (HABS)
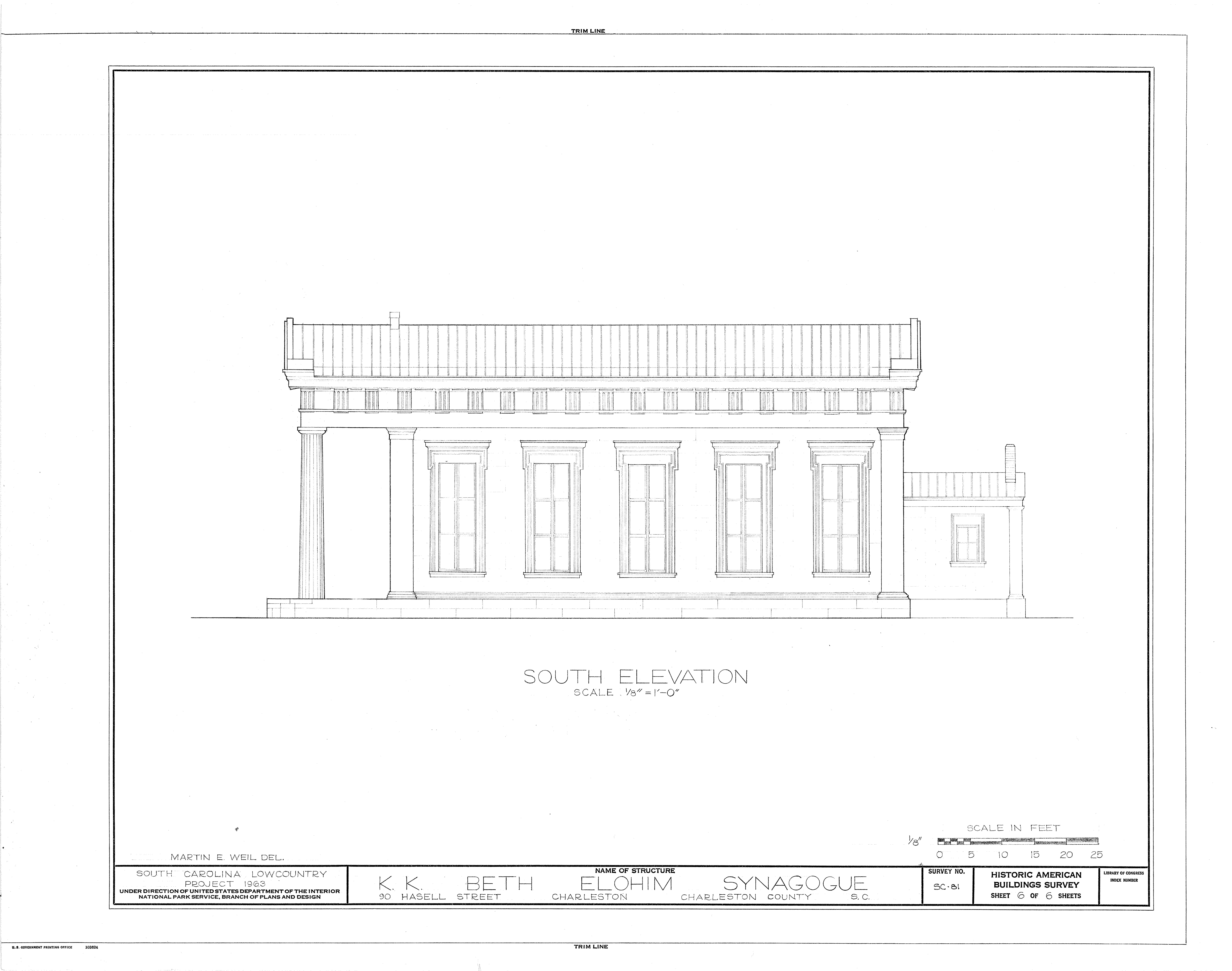
Plan du côté de la synagogue (HABS)